# Gouverneur K. Warren
Gouverneur Kemble Warren (8 de enero de 1830 - 8 de agosto de 1882) fue un ingeniero civil estadounidense y general del ejército de la Unión durante la guerra civil estadounidense. Se le recuerda sobre todo por organizar la defensa de última hora de Little Round Top durante la batalla de Gettysburg y se le suele llamar el "Héroe de Little Round Top". Su posterior servicio como comandante de cuerpo y el resto de su carrera militar se arruinaron durante la batalla de Five Forks, cuando fue relevado del mando del V cuerpo por Philip Sheridan, que alegó que Warren se había movido con demasiada lentitud.

## Primeros años
Warren nació en Cold Spring, en el condado de Putnam, Nueva York, y recibió el nombre de Gouverneur Kemble, un destacado congresista local, diplomático, industrial y propietario de la fundición de West Point. Su hermana, Emily Warren Roebling, desempeñaría más tarde un papel importante en la construcción del puente de Brooklyn. A los 16 años ingresó en la Academia Militar de los Estados Unidos, situada al otro lado del río Hudson, y se graduó como segundo de su clase de 44 cadetes en 1850. En los años anteriores a la guerra, trabajó en el río Misisipi, en los estudios del ferrocarril transcontinental y cartografió el oeste del Misisipi. Sirvió como ingeniero en la batalla de Ash Hollow de William S. Harney en el territorio de Nebraska en 1855, donde vio su primer combate.
Participó en los estudios de las posibles rutas ferroviarias transcontinentales, creando el primer mapa completo de los Estados Unidos al oeste del Misisipi en 1857. Para ello, tuvo que realizar amplias exploraciones en el vasto territorio de Nebraska, que incluía Nebraska, Dakota del Norte, Dakota del Sur, parte de Montana y parte de Wyoming.
Una de las regiones que estudió fue el valle del río Minnesota, un valle mucho más grande de lo que cabría esperar del río Minnesota, de bajo caudal. En algunos lugares el valle tiene 8 km de ancho y 80 m de profundidad. Warren explicó por primera vez la hidrología de la región en 1868, atribuyendo el desfiladero a un enorme río que drenó el lago Agassiz hace entre 11.700 y 9.400 años. Tras su muerte, el gran río recibió el nombre de Río Glacial Warren en su honor.

## Guerra Civil
Al comienzo de la guerra, Warren era teniente primero e instructor de matemáticas en la Academia Militar de los Estados Unidos en West Point. Ayudó a reclutar un regimiento local para servir en el Ejército de la Unión y fue nombrado teniente coronel del 5.º de Infantería de Nueva York el 14 de mayo de 1861. Warren y su regimiento entraron en combate por primera vez en la batalla de Big Bethel, en Virginia, el 10 de junio, lo que podría considerarse el primer combate terrestre importante de la guerra. Fue ascendido a coronel y comandante del regimiento el 10 de septiembre.
En la Campaña de la Península de 1862, Warren comandó su regimiento en el sitio de Yorktown y también ayudó al ingeniero topográfico jefe del Ejército del Potomac, el general de brigada Andrew A. Humphreys, dirigiendo misiones de reconocimiento y dibujando mapas detallados de las rutas apropiadas para el ejército en su avance por la península de Virginia. Dirigió una pequeña brigada (3.ª Brigada, 2.ª División, V Cuerpo) durante las batallas de los Siete Días, compuesta por su propia 5.ª de Nueva York junto con la 10.ª de Nueva York. En Gaines Mill, resultó herido en la rodilla por un fragmento de proyectil, pero permaneció en el campo de batalla. Siguió liderando la brigada en la Segunda Batalla de Bull Run, sufriendo grandes bajas en una heroica resistencia contra un abrumador asalto enemigo, y en Antietam, donde el V Cuerpo estaba en reserva y no vio ningún combate.

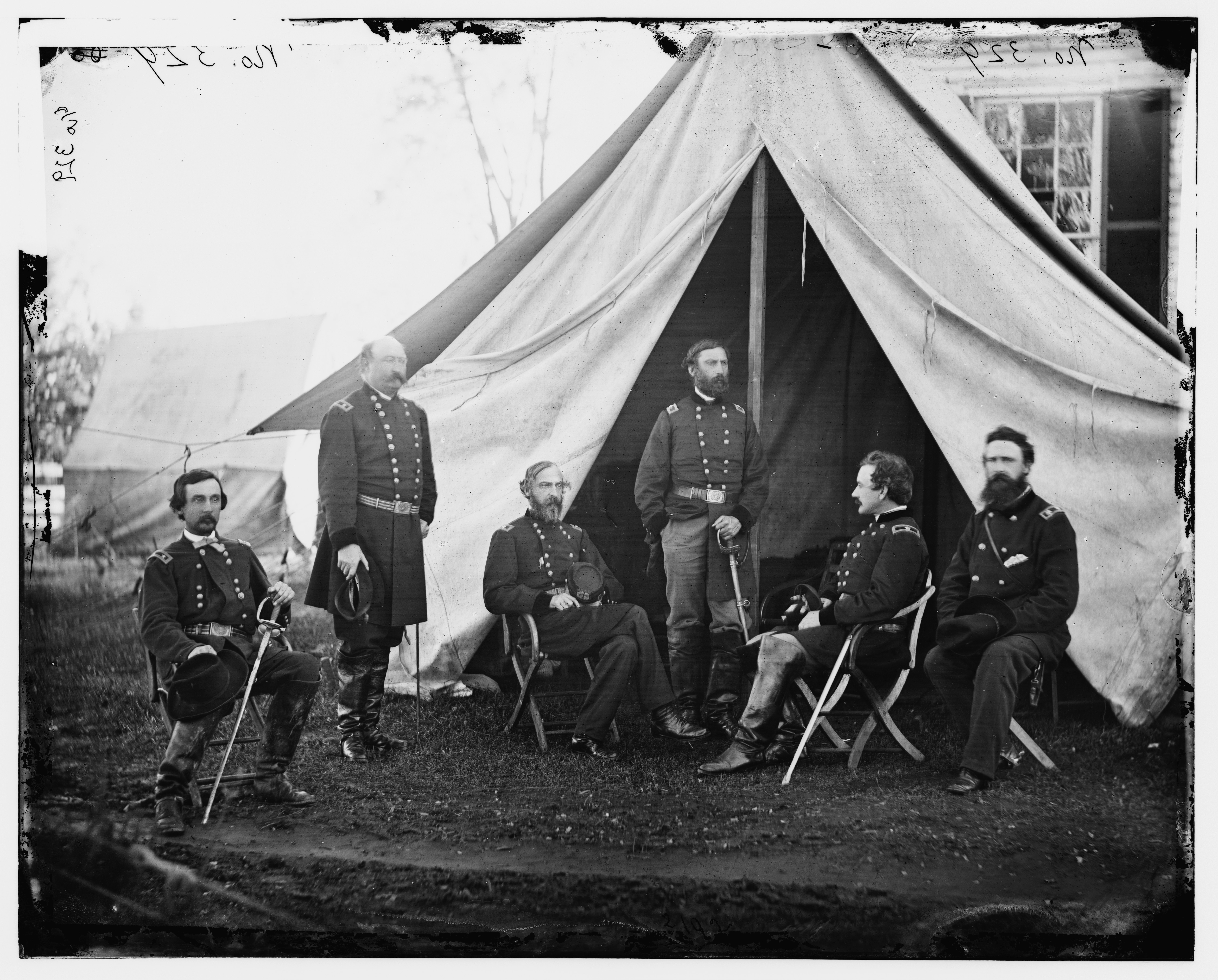
Comandantes del Ejército del Potomac, Gouverneur K. Warren, William H. French, George G. Meade, Henry J. Hunt, Andrew A. Humphreys y George Sykes en septiembre de 1863

Warren fue ascendido a general de brigada el 26 de septiembre de 1862, y él y su brigada acudieron a la batalla de Fredericksburg en diciembre, pero de nuevo se mantuvieron en reserva y no entraron en acción. Cuando el general de división Joseph Hooker reorganizó el ejército del Potomac en febrero de 1863, nombró a Warren su ingeniero topográfico jefe y luego ingeniero jefe. Como ingeniero jefe, Warren fue elogiado por su servicio en la batalla de Chancellorsville.
Al comienzo de la campaña de Gettysburg, cuando el general confederado Robert E. Lee comenzó su invasión de Pensilvania, Warren asesoró a Hooker sobre las rutas que debía tomar el ejército en su persecución. En el segundo día de la batalla de Gettysburg, el 2 de julio de 1863, Warren inició la defensa de Little Round Top, reconociendo la importancia de la posición no defendida en el flanco izquierdo del Ejército de la Unión, y dirigiendo, por iniciativa propia, la brigada del coronel Strong Vincent para ocuparla minutos antes de que fuera atacada. Warren sufrió una herida menor en el cuello durante el asalto confederado.
Ascendido a general de división después de Gettysburg (8 de agosto de 1863), Warren comandó el II Cuerpo desde agosto de 1863 hasta marzo de 1864, sustituyendo al herido general de división Winfield S. Hancock, y distinguiéndose en la batalla de Bristoe Station. El 13 de marzo de 1865, fue ascendido a general de división del ejército regular por sus acciones en Bristoe Station. Durante la Campaña de Mine Run, el cuerpo de Warren recibió la orden de atacar al ejército de Lee, pero él percibió que le habían tendido una trampa y rechazó la orden del comandante del ejército, el general de división George G. Meade. Aunque inicialmente se enfadó con Warren, Meade reconoció que había tenido razón Tras el regreso de Hancock de su baja médica y la reorganización del Ejército del Potomac en la primavera de 1864, Warren asumió el mando del V Cuerpo y lo dirigió durante la Campaña Overland, el Sitio de Petersburgo y la Campaña de Appomattox.
Durante estas campañas de Virginia, Warren se ganó la reputación de aportar sus rasgos de ingeniería, de deliberación y precaución, al papel de comandante de un cuerpo de infantería. Ganó la batalla de Globe Tavern, del 18 al 20 de agosto de 1864, cortando el ferrocarril de Weldon, una ruta vital de suministro hacia el norte de Petersburgo. También obtuvo un éxito limitado en la batalla de Peebles' Farm en septiembre de 1864, llevando una parte de las líneas confederadas que protegían los suministros que se dirigían a Petersburg por la Boydton Plank Road.
El agresivo mayor general Philip Sheridan, un subordinado clave del teniente general Ulysses S. Grant, estaba insatisfecho con la actuación de Warren. Estaba enfadado con el cuerpo de Warren por haber obstruido supuestamente las carreteras después de la Batalla de Wilderness y por sus cautelosas acciones durante el Sitio de Petersburg. Al comienzo de la Campaña de Appomattox, Sheridan solicitó que el VI Cuerpo fuera asignado a su persecución del ejército de Lee, pero Grant insistió en que el V Cuerpo estaba mejor posicionado. Le dio a Sheridan permiso por escrito para relevar a Warren si lo consideraba justificado "por el bien del servicio". Grant escribió más tarde en sus memorias personales:

Estaba tan descontento con los movimientos dilatorios de Warren en la batalla de White Oak Road y en su incapacidad para alcanzar a Sheridan a tiempo, que temía mucho que en el último momento le fallara a Sheridan. Era un hombre de fina inteligencia, gran seriedad, rápida percepción, y podía tomar sus disposiciones tan rápidamente como cualquier oficial, en las dificultades en las que se veía obligado a actuar. Pero antes había descubierto un defecto que estaba fuera de su control, que era muy perjudicial para su utilidad en emergencias como la que acabamos de ver. Podía ver todos los peligros de un vistazo antes de encontrarlos. No sólo hacía los preparativos para afrontar el peligro que pudiera ocurrir, sino que informaba a su oficial al mando de lo que debían hacer los demás mientras él ejecutaba su movimiento.
Ulysses S. Grant, Memorias personales

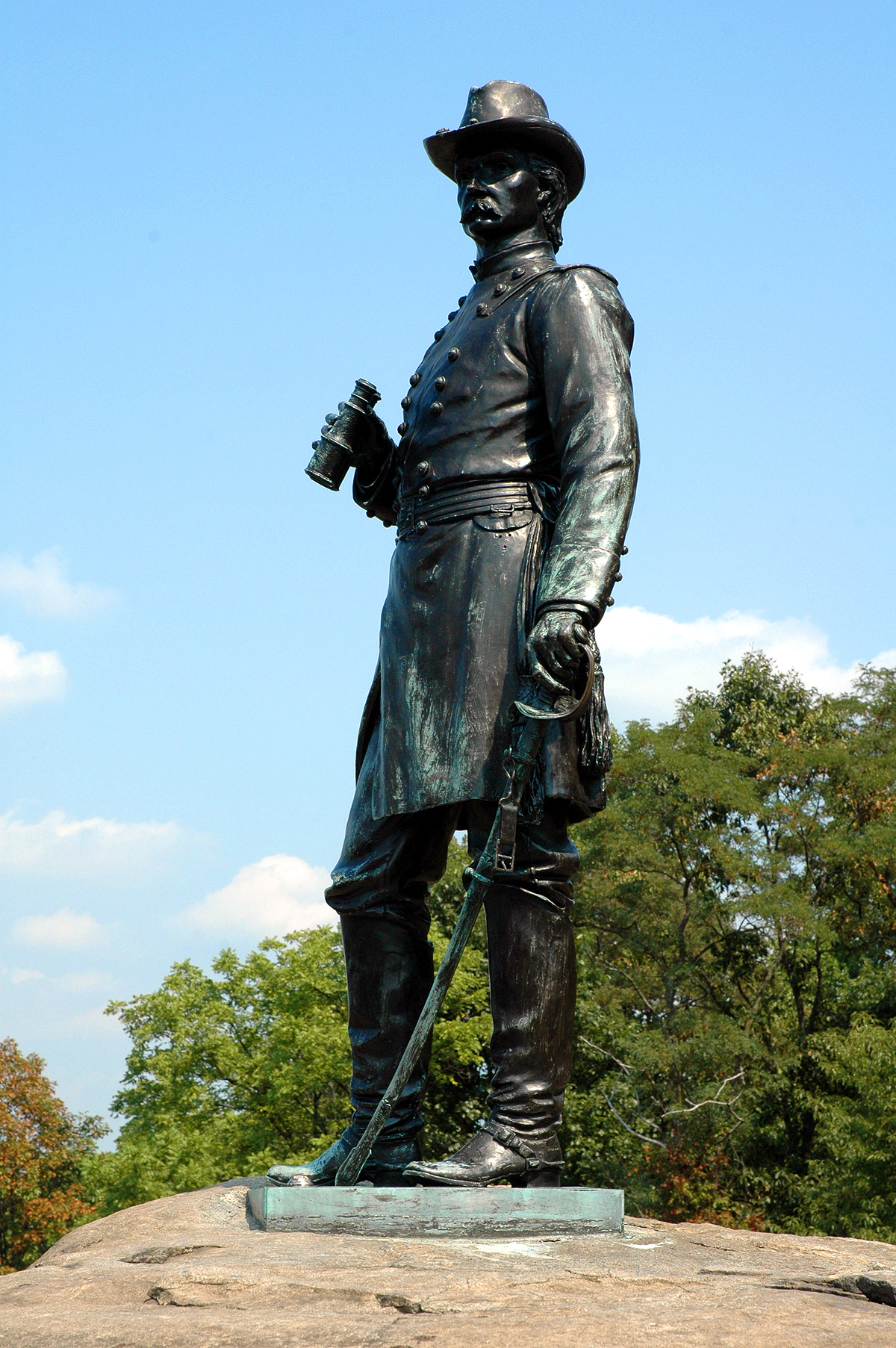
Estatua de Warren en Little Round Top, Gettysburg, por Karl Gerhardt

En la batalla de Five Forks, el 1 de abril de 1865, Sheridan juzgó que el V Cuerpo se había movido con demasiada lentitud en el ataque, y criticó ferozmente a Warren por no estar al frente de sus columnas. Warren se había retrasado, buscando a la división de Samuel W. Crawford, que se había extraviado en el bosque. Pero, en general, había manejado su cuerpo de manera eficiente, y su ataque se había impuesto en Five Forks, posiblemente la batalla fundamental de los últimos días. No obstante, Sheridan relevó a Warren del mando en el acto y lo asignó a las defensas de Petersburg y luego brevemente al mando del Departamento de Misisipi.

## Posguerra
Humillado por Sheridan, Warren renunció a su cargo de general de división de voluntarios en señal de protesta el 27 de mayo de 1865, volviendo a su rango permanente de mayor en el Cuerpo de Ingenieros. Sirvió como ingeniero durante 17 años, construyendo ferrocarriles, con asignaciones a lo largo del río Misisipi, alcanzando el rango de teniente coronel en 1879. Pero la carrera que había sido tan prometedora en Gettysburg se arruinó. Solicitó urgentemente un tribunal de investigación que lo exonerara del estigma de la acción de Sheridan. Numerosas peticiones fueron ignoradas o rechazadas hasta que Ulysses S. Grant se retiró de la presidencia. El presidente Rutherford B. Hayes ordenó un tribunal de investigación que se reunió en 1879 y, tras escuchar el testimonio de docenas de testigos durante 100 días, determinó que el socorro de Sheridan a Warren había sido injustificado. El 21 de noviembre de 1881, el presidente Chester Alan Arthur ordenó que se publicaran las conclusiones; no se tomó ninguna otra medida. Por desgracia para Warren, estos resultados no se publicaron hasta después de su muerte.
El último destino de Warren en el ejército fue el de ingeniero de distrito de Newport, Rhode Island, donde murió por complicaciones de la diabetes el 8 de agosto de 1882. Fue enterrado en el cementerio de la isla de Newport vestido de civil y sin honores militares a petición suya. Sus últimas palabras fueron: "¡La bandera! La bandera!".

## Legado
Una estatua de bronce de Warren se encuentra en Little Round Top, en el Parque Militar Nacional de Gettysburg. Fue creada por Karl Gerhardt (1853-1940) y dedicada en 1888. Otra estatua de bronce, obra de Henry Baerer (1837-1908), fue erigida en la Grand Army Plaza, en Brooklyn, Nueva York. Representa a Warren de pie en uniforme, con prismáticos de campo sobre un pedestal de granito, hecho de piedra extraída de Little Round Top.
Reflejando un patrón de nombramiento de generales de la Guerra Civil en muchas calles de Washington D. C., en las zonas recientemente desarrolladas en la capital, una calle de este a oeste en el cuadrante noroeste se llama Warren Street, NW.
El Premio G. K. Warren se concede aproximadamente cada cuatro años por la Academia Nacional de Ciencias. Se financia con una donación de su hija, la señorita Emily B. Warren, en memoria de su padre.